# Georgette Lemaire
 (juin 2018).
Si vous disposez d'ouvrages ou d'articles de référence ou si vous connaissez des sites web de qualité traitant du thème abordé ici, merci de compléter l'article en donnant les références utiles à sa vérifiabilité et en les liant à la section « Notes et références ».
Pour les articles homonymes, voir Lemaire.
Georgette Lemaire, de son vrai nom Georgette Kibleur, née le 15 février 1943 dans le 20e arrondissement de Paris, est une chanteuse française.
Elle connaît le succès dans les années 1960 et 1970 avec des chansons réalistes parmi lesquelles Je ne sais pas et Vous étiez belle, madame.

## Biographie

### Enfance et débuts
Georgette Lemaire est née dans une famille modeste dans le quartier de Belleville. Elle suit une scolarité normale avec un plus : elle est première en chant. Jeune femme, elle rencontre un garçon de café prénommé Daniel avec qui elle va avoir deux fils.
Tous les dimanches elle chante chez Louisette aux puces de Saint-Ouen et se fait connaître en y interprétant les chansons du répertoire réaliste : Le Dénicheur, Padam Padam, ou encore La Montagne de Jean Ferrat.
En 1965, sa mère Léone l'encourage à s'inscrire au télé-crochet Le Jeu de la chance, l'émission de Raymond Marcillac. En novembre 1965, Georgette Lemaire participera trois fois au Jeu de la chance (Télé-Dimanche) avec des chansons d'Édith Piaf (7 novembre : Hymne à l‘amour, 14 novembre : Padam Padam, 21 novembre : Le dénicheur. Ex aequo avec Mireille Mathieu, elle choisit de se désister à son profit, ayant signé un contrat avec la maison de disque Philips. Elle prétendra plus tard avoir été forcée à prendre cette décision.

### Le succès des années 1960
Charles Dumont lui signe ses premières chansons : À faire l'amour sans amour, Le Cœur désaccordé, Je ne sais pas, Éblouis par notre amour.  En 1966, le titre Et si c'était vrai, signé Georges Liferman, devient son premier tube avec plus de 150 000 exemplaires vendus en France. Alors sort son premier album Mon premier 33 tours la même année.
Elle part ensuite pour sa première tournée d'été.
En 1967 elle enregistre de nouvelles chansons : Elle ne chante plus, Lui, et se retrouve la même année à Bobino en vedette américaine dans le spectacle de Georges Brassens. Elle enchaîne avec une nouvelle tournée avec Alain Barrière et enregistre de nouveaux titres signés par Jean-Jacques Debout et Roger Dumas : Les Tambours et Il viendra qui seront présents sur son album Les tambours.
À cette époque, Georgette Lemaire participe régulièrement aux nombreuses émissions de variétés Discorama, Le Palmarès des chansons et, bien évidemment, Télé Dimanche.
En 1968 elle passe à l'Olympia en vedette américaine d'Enrico Macias. Elle enregistre une de ses plus grandes chansons qui est signée par Jean-Jacques Debout et Pascal Sevran Vous étiez belle, madame. Vers cette période Fontana sort le 33 tours Vous étiez belle, Madame.
Après avoir divorcé, elle épouse en secondes noces son pianiste, Bob Sellers. De cette union naît à Joinville-le-Pont son troisième enfant Tony en 1969.
Le 27 avril 1972, Georgette Lemaire obtient le grand prix de la chanson populaire française, décerné par un jury d’écrivains, dont Alphonse Boudard, René Fallet et Auguste Le Breton.  Cette année-là, elle enregistre la chanson du film Le Professeur : Demain sera différent.
L'année suivante, elle passe enfin en vedette lors d'un Musicorama à l'Olympia. Devant le succès (17 rappels), Bruno Coquatrix, le directeur de l'établissement, l'engage dix soirs de suite en vedette (mai/juin 1973). 
Elle quitte en 1975 sa maison de disques Philips pour signer un contrat chez AZ avec la chanson Superstar un soir et des chansons signées par Paul de Senneville, Olivier Toussaint ou Jean-Loup Dabadie.
En 1976 elle est l'invitée d'honneur du spectacle de Julio Iglesias à l'Olympia et y crée la chanson C'est fini d'Ornella Vanoni, et chante a cappella Vous étiez belle madame.
En 1978 elle passe sous le label Accord et sort un album avec les titres Heureuse, On n'est pas au bal des adieux ainsi que la chanson du film L'Amour en question écrit et composé par Pierre Delanoë et Olivier Dassault.
En 1980 elle réalise un album composé par dix chansons de Charles Aznavour, parmi lesquelles De t'avoir aimé, Hier encore, Désormais, etc. Aznavour lui fit la dédicace suivante : « Une voix, un cœur, une authenticité, et dans son chant les cris de l'animal blessé, telle qu'en elle-même Georgette Lemaire. »
Trois 45 tours suivront avec les chansons suivantes : S'aimer, Berlin, Le Soir où l'on refait l'amour.

### Entre reconnaissance officielle et difficultés financières
Elle est nommée chevalière des Arts et des Lettres en 1986 par Jack Lang. Pascal Sevran consacre une émission spéciale de La Chance aux chansons à cette distinction.
En juin[réf. nécessaire] 1989, sur l'intercession de François Mitterrand, président de la République, elle est nommée membre du Conseil économique et social, au titre des « personnalités qualifiées dans le domaine économique, social, scientifique ou culturel » nommées par décret en conseil des ministres, sur le rapport du Premier ministre.
Un CD et quelques nouvelles chansons sortent sur un petit label intitulé Intime, avec notamment une reprise de Le Temps des cerises dédiée à François Mitterrand, mais le succès n'est pas au rendez-vous. Le choix d'un de ses titres-phare, Des millions d'amoureux, par Steven Spielberg pour son blockbuster Munich n'arrive pas non plus à la mettre à nouveau en lumière.
Le 25 mai 2009 parait un nouvel album, Inoubliable, composé de 10 titres inédits (Balablan Music Label).
En 2010 Georgette Lemaire fait partie de la tournée Âge tendre et Têtes de bois saison 5, au côté notamment de Michèle Torr, Sheila, Hervé Vilard, Alain Turban... Les éditions du Toucan publient le 10 mars sa biographie, À m'en déchirer le cœur, écrite en collaboration avec Stéphanie Lohr. Elle y parle de façon franche et réaliste, de sa vie professionnelle et de sa vie privée. 
En 2012 est publiée une compilation de 21 titres de la chanteuse sous le titre Chanson Française sous le label Mercury Records.
Face à des difficultés financières, elle est menacée d'expulsion de son logement à plusieurs reprises.
En 2014, elle sort un album de reprises, Paris Jazz, sous le label Balablan Music Label.
Sur un petit journal, on apprend qu'elle a subi une double greffe de la cornée en juin et juillet 2017, ce qui lui a évité la cécité[réf. nécessaire].

## Autobiographie
- À m'en déchirer le cœur, Boulogne, France, Les Éditions du Toucan, 2010, 201 p. (ISBN 978-2-8100-0355-6)